# Gorenje Grčevje
Gorenje Grčevje este o localitate din comuna Novo mesto, Slovenia, cu o populație de 11 locuitori.